# هايتاي نانافا
هايتاي نانافا(بالإنجليزية: Haitai Nanafa) هو مسلسل رسوم متحركة ياباني من نوع كوميديا، أُنتج من قبل استوديو باسيوني للرسوم المتحركة. 
عُرض الموسم الأول من المسلسل في اليابان بين شهري أكتوبر وديسمبر من عام 2012، ثم تلاه موسم ثانٍ عُرض بين شهري أبريل ويونيو من عام 2013.
المسلسل أخرجه هيروشي كيمورا وكتبه كنجي كونوتا، أما تصميم الشخصيات الأصلي فقد قام به الرسام المعروف باسم بوب.
عُرض المسلسل في البداية على محطة البث الآسيوية في ريوكيو المحلية في أكتوبر 2012.
المسلسل الكوميدي المتحرك يتكون من 26 حلقة، مدة كل منها ثلاث دقائق، ويتبع قصة نانافا كيان، فتاة مرحة في المرحلة الإعدادية تساعد في تشغيل مطعم كامي سوبا مع جدتها وأختها الصغرى وأختها الكبرى. 
تبدأ حياتهم الهادئة بالتغير عندما يتم إطلاق أرواح خارقة للطبيعة من شجرة بانان صينية قريبة